# Lethe hanako
Lethe hanako är en fjärilsart som beskrevs av Hans Fruhstorfer 1908. Lethe hanako ingår i släktet Lethe och familjen praktfjärilar. Inga underarter finns listade i Catalogue of Life.